# 墨时站
墨時站（韓語：묵시역）是朝鮮民主主義人民共和國平安北道球场郡墨時里的一個鐵路車站，属于青年八院线。

## 邻近车站
青年八院线
球场青年站 - 墨時站 - 沙乌站